# Домінік Стросс-Кан
Домінік Стросс-Кан (фр. Dominique Strauss-Kahn; * 25 квітня 1949, Нейї-сюр-Сен, Іль-де-Франс, Франція) — французький  економіст єврейського походження, політик, голова Міжнародного валютного фонду у 2007-2011. Колишній міністр економіки, фінансів і промисловості (1997—1999), молодший міністр промисловості та зовнішньої торгівлі (1991-1993). Колишній мер міста Сарсель (1995-1997). Депутат Національної асамблеї, вперше вибраний в 1986. Претендував на висунення кандидатом від соціалістів на президентських виборах 2007, але поступився Сеголен Руаяль.
Зробив політичну кар'єру як французький соціаліст, представник помірного крила Соціалістичної партії (PS). У Франції Домініка Стросс-Кана часто називають DSK за його ініціалами.

## Життєпис
Народився у єврейській родині 25 квітня 1949 в паризькому передмісті Нейї-сюр-Сен (департамент О-де-Сен, або Верхів'я Сени).
У 1955 сім'я Стросс-Канів влаштувалася в Марокко, але в 1960 , після сильного землетрусу там, повернулася до Європи та поселилася в Монако.
Навчався в паризькій Вищій школі комерції (фр. Hautes etudes commerciales, HEC) і Паризькому інституті політичних досліджень (фр. Institut d'etudes politiques de Paris, Sciences Po). Одержав диплом з державного права, докторський ступінь з економіки. Викладав економіку у вишах: у 1977-1980 в Університеті Нансі-II (Universite Nancy-II), з 1981 — в Університеті Парижа X в Нантері (Universite Paris X Nanterre). Пізніше викладав також в HEC, Національній школі управління (фр. Ecole nationale d'administration, ENA, Sciences Po).

### Соціалістична кар'єра
У 1970-ті дебютував в політиці як соціаліст. З 1974 співпрацював з Центром соціалістичного навчання, досліджень і освіти (фр. Centre d'etudes, de recherche et d'education socialiste, CERES), якою керували Жан-П'єр Шевенман Ален Гомес і Жорж Сар.
У 1982 призначений віце-комісаром Генерального планового комісаріату. Того ж року опублікував книгу «Заощадження і ретратта» (фр. L'Epargne et la Retraite), написану в співавторстві з Денисом Кесслером, майбутнім віце-президентом Руху французьких підприємств.
У 1986 балотувався в Національну асамблею від Соціалістичної партії як кандидат від департаменту Верхня Савоя. Отримав перемогу, а в 1988 вибраний від іншого департаменту — Валь-д'Уаз. Згодом багато разів переобирався, засідав в парламенті з 1986 по 1991, в 1997, потім з 2001.
З 1988 по 1991 був головою парламентської комісії з фінансів, а в 1991 увійшов до складу уряду.
До 1993 займав пост молодшого міністра промисловості та зовнішньої торгівлі в підпорядкуванні міністра економіки, фінансів і бюджету в урядах Едіт Крессон і П'єра Береговуа.
Після відставки в 1993 займався приватною практикою в адвокатській колегії Парижа.
У 1994 на запрошення генерального директора Renault Раймона Леві став віце-президентом Клубу промисловості в Брюсселі.
У 1995 одружувався на телеведучій Анні Сінклер, згодом у них народилися четверо дітей. За деякими відомостями, одруження на Сінклер зробило Стросс-Кана популярним персонажем публікацій французької бульварної преси.
Паралельно з національною політикою, з кінця 1980-х працював в місцевому самоврядуванні. З 1989 по 1995 засідав в муніципальній раді міста Сарсель (департамент Валь-д'Уаз), а потім з 1995 по 1997 був мером цього міста. За сукупність заслуг на цій посаді в 1996 став призером загальнонаціонального конкурсу представників муніципальних властей Marianne d'Or. Пізніше продовжував працювати в муніципальній раді (1997-2001), а в 2001 став віце-мером Сарселя.
Період роботи на посту мера став часом остаточного формування переконань Стросс-Кана. Він здобув популярність як помірний соціаліст, прихильник французької моделі «змішаної економіки», що поєднує принципи вільного ринку із значною участю держави. У 1997 році Стросс-Кан був переобраний до парламенту і в тому ж році зайняв один з ключових постів в соціалістичному уряді Ліонеля Жоспена (Lionel Jospin) — очолив міністерство економіки, фінансів і промисловості.
Стросс-Кана вважали архітектором економічного відродження Франції наприкінці 1990-х років. В період його роботи (1997—1999) прискорилося економічне зростання, валовий внутрішній продукт збільшився на 10 відсотків, знизився рівень безробіття. Завдяки зробленим урядом заходам вдалося без збільшення дефіциту створити два мільйони робочих місць, число безробітних серед молоді скоротилося на 300 тисяч чоловік. Вірний прихильник європейської інтеграції, Стросс-Кан забезпечив входження Франції в зону євро. Загальноєвропейська валюта отримала в країні ходіння з 1 січня 1999 року.
Стросс-Кан скоротив до 5,5 відсотка податок на додану вартість для будівельного сектора. Низка державних підприємств, зокрема телекомунікаційний гігант France Telecom, були приватизовані. Це викликало схвалення учасників ринку і критику з боку деяких однопартійців Стросс-Кана. В той же час успіхи економічної програми Стросс-Кана принесли йому статус одного з лідерів PS. У 1998 році він успішно керував кампанією соціалістів на виборах в регіональні органи влади, став членом регіональної ради Іль-де-Франс.
У листопаді 1999 року Стросс-Кан вимушений був залишити свій міністерський пост через скандал. Його звинувачували в кількох епізодах корупційної діяльності, що зокрема мали місце в період його адвокатської практики. За одною з цих справ суд встановив, що екс-міністр проставляв в офіційних документах дати заднім числом, але складу кримінального злочину в його діях не знайшов. За іншими епізодами слідство до суду так і не було доведене і було припинено.
У 2001 році Стросс-Кан повернувся в політику. Він отримав перемогу на часткових парламентських виборах від свого старого округу, а в 2002 році був переобраний на новий термін на загальних виборах. У 2004 році Стросс-Кан повернувся в керівництво PS і почав працювати над підготовкою партії до виборів 2007 року спільно з Мартиною Обрі (Martine Aubry) і Жаком Лангом (Jack Lang).
У 2003 (за іншими даними — в 2005) році спільно з Мішелем Рокаром (Michel Rocard) і П'єром Московісі (Pierre Moscovici) Стросс-Кан заснував організацію «Ліві за Європу» (A gauche, en Europe), яка стала одним з європейських центрів соціал-демократичного руху. Крім того, Стросс-Кан очолив партійну групу «Соціалізм і демократія» (Socialisme et democratie) у складі PS.

### Президентська кампанія 2007
З наближенням президентських виборів 2007 року серед соціалістів почалася боротьба за висунення як партійний кандидат. Хоча фаворитом, як правило, вважали Сеголен Руаяль, претензії на участь в гонці також заявили Лоран Фабіус (Laurent Fabius), Стросс-Кан, Жак Ланг і ветеран-соціаліст Ліонель Жоспен. Стросс-Кан представив п'ятнадцять пунктів своєї президентської програми 17 січня 2006 року.
На партійних виборах Стросс-Кан виступив як помірний кандидат соціал-демократичного толку. Зі всіх первинних претендентів на виборах зустрілися Руаяль, Стросс-Кан і Фабіус. Все троє брали участь в спеціально організованих телевізійних дебатах. Розглядаючи шанси Стросс-Кана, спостерігачі вважали, що він міг скласти конкуренцію Руаяль завдяки значній підтримці молодих виборців в міських районах.
Партійні вибори відбулися 17 листопада 2006 року. Переконливу перемогу на них отримала Руаяль, яку підтримали 60 відсотків соціалістів. Стросс-Кан, що набрав 22 відсотки, зайняв друге місце і трохи випередив Фабіуса. Обидва визнали перемогу Руаяль, і Стросс-Кан підкреслив, що в боротьбі проти правих PS повинен представляти єдиний кандидат.
Головним суперником Руаяль на президентських виборах став лідер правоцентристської партії Союз за Народний Рух (Union pour un mouvement populaire, UMP), міністр внутрішніх справ Ніколя Саркозі. Як єдиний кандидат від UMP він був затверджений в січні 2007 року. Крім того, значною підтримкою виборців користувався кандидат-центрист Франсуа Байру (Francois Bayrou). Зростання популярності Байру викликало серед соціалістів дискусію. Представники правого, проєвропейські настроєного крила партії, включаючи Стросс-Кана, пропонували домовитися з центристом, а ліві на чолі з Фабіусом ідею союзу з правим політиком категорично відкидали.
22 квітня 2007 року пройшов перший тур президентських виборів, в якому два перші місця дісталися Саркозі і Руаяль. Напередодні другого туру Руаяль оголосила, що у разі перемоги може призначити Стросс-Кана головою уряду. Цей крок зв'язували з наміром Руаяль заручитися підтримкою виборців-лівоцентристів. У другому турі, що відбувся 6 травня, перемогу отримав Саркозі.
Після поразки Руаяль в таборі соціалістів негайно намітилися нові розбіжності. Стросс-Кан заявив, що ніколи раніше ліві не були такі слабкі, і пояснив це тим, що PS так і не змогла оновитися і пристосуватися до сучасних умов. Слабкість лівих знов підтвердилася на червневих парламентських виборах, де PS завоювала тільки 190 депутатських місць з 577 (UMP отримала 318 мандатів).

### Міжнародний валютний фонд
В кінці червня 2007 року управляючий директор Міжнародного валютного фонду (МВФ), іспанець Родріго Рато (Rodrigo Rato) несподівано оголосив, що в жовтні піде у відставку. Після цього Саркозі висунув кандидатуру Стросс-Кана на місце наступника Рато. Сам Саркозі пояснював свій вибір тим, що він і Стросс-Кан сходяться в баченні роботи МВФ, проте деякі соціалісти звинуватили президента в прагненні за допомогою цього призначення ще більше ослабити ліву опозицію. 10 липня 2007 року кандидатуру Стросс-Кана схвалили більшість міністрів фінансів країн ЄС (відповідно до уставленого порядку, європейці вибирають голову МВФ, а США — президента Світового банку).
28 вересня 2007 року рада директорів МВФ вибрала Стросс-Кана на пост директора-розпорядника. Його п'ятирічний термін на посаді почався 1 листопада.
Період керівництва Стросс-Кана в МВФ збігся з важкою фінансово-економічною кризою, що виникла в США і поширилася звідти по всьому світу.

#### Сексуальні скандали
Восени 2008 року навколо директора-розпорядника МВФ Домініка Стросс-Кана спалахнув сексуальний скандал після того, як в пресі з'явилися повідомлення про те, що минулої зими той завів «службовий роман» з підлеглою — тодішньою відповідальною співробітницею африканського відділу Фонду Піроскою Надь, яка звільнилася із фонду в серпні і отримала при цьому дуже велику допомогу. Стросс-Кан 20 жовтня розіслав співробітникам організації електронний лист, в якому офіційно вибачився за свою поведінку. Представники міжурядової фінустанови почали розслідування стосовно директора Домініка Стросс-Кана за підозрою в зловживанні службовим становищем. МВФ найняв для проведення розслідування юридичну фірму Morgan, Lewis & Bockius LLP, щоб з'ясувати, наскільки адекватним посаді була вихідна допомога коханці директора після її скорочення.
За результатами розслідування Правління МВФ висловило співчуття із приводу позашлюбного зв'язку Стросс-Кана зі старшим економістом в африканському підрозділі МВФ Піроскою Надь. Те, що трапилося, було названо «серйозним прорахунком», однак правління вирішило зберегти Стросс-Кана на посаді директора фонду. Але знайомі Надь пізніше розповідали, що не в міру велелюбний начальник спочатку по суті змусив її до адюльтера, а потім і змусив звільнитися з МВФ.
У ніч на 15 травня 2011 в аеропорту імені Джона Кеннеді в Нью-Йорку глава Міжнародного валютного фонду Домінік Стросс-Кан був затриманий за звинуваченням у сексуальних домаганнях. Стросс-Кан не має дипломатичного імунітету. Поліція Нью-Йорка пред'явила голові МВФ офіційні звинувачення у сексуальних домаганнях, спробі зґвалтування і незаконному позбавленні волі. 32-річна покоївка готелю Sofitel на Таймс-сквер звернулася в поліцію, заявивши про домагання з боку глави МВФ. Жінка заявила, що їй вдалося втекти з номера Кана вартістю 3000 доларів за ніч, де, за її словами, і стався інцидент. Незабаром після цього постоялець покинув готель і попрямував в аеропорт.
18 травня Стросс-Кан змушений був подати у відставку з посади голови МВФ.
Під час розслідування інциденту наводяться різні аргументи — на користь невинності Стросс-Кана і навпаки. Сам Стросс-Канн відкидає всі висунуті йому звинувачення.
- Дружина екс-директора МВФ Анн Сінклер (популярна телеведуча Франції) впевнена у невинності чоловіка. Колега Стросс-Кана по Соціалістичній партії Франції Клод Бартолон заявив, що Домінік Стросс-Кан «іще місяць тому підозрював, що проти нього готують змову». В інтерв'ю французькому каналу BFMTV Бартолон заявив, що 29 квітня — за два тижні до арешту — у телефонній розмові Стросс-Кан сказав йому, нібито «росіяни, зокрема Путін, змовилися з метою створити умови для його відставки з поста глави МВФ», і припустив, що «це буде зроблено за допомогою якихось брудних провокацій».[5]
- Є свідчення і не на користь Стросс-Кана. Французька газета «Ле Фігаро» друкує матеріал, згідно з яким Стросс-Кан був клієнтом будинків розпусти у Нью-Йорку.[5]

5 липня 2011 французька письменниця Трістан Банон подала в прокуратуру Парижа позов проти колишнього глави МВФ Домініка Стросс-Кана, звинувативши його в сексуальних домаганнях.

## Виноски
1. ↑  https://www.businessinsider.com/the-fabulous-wife-of-dominique-strauss-kahn-before-he-was-arrested-2011-5#and-yet-he-still-has-a-large-family-3
2. ↑  Глава МВФ обвинен в попытке изнасилования и незаконном сексуальном акте. Архів оригіналу за 18 травня 2011. Процитовано 15 травня 2011.
3. ↑  Главу МВФ затримано за спробу зґвалтування. Архів оригіналу за 18 травня 2011. Процитовано 15 травня 2011.
4. ↑  Франція шокована арештом голови МВФ. Архів оригіналу за 18 травня 2011. Процитовано 15 травня 2011.
5. 1 2  https://www.umoloda.kyiv.ua/number/1885/186/67004/ [Архівовано 27 липня 2020 у Wayback Machine.] Жертва Путіна чи садист-ґвалтівник?
6. ↑  Домінік Стросс-Кан подав в суд на свою екс-коханку Марселу Якуб «за вторгнення в приватне життя» і має намір заборони це мемуарне видання, назвавши книгу «гидотою». У випадку якщо книга надійде в продаж, Стросс-Кан зажадає від часопису «Le Nouvel Observateur» відшкодування у розмірі 100.000 євро за публікацію фрагментів книги.